# Svetlana Isjmuratova
Svetlana Irechovna Isjmuratova (ryska: Светлана Ирековна Ишмуратова), född 20 april 1972, i Tjeljabinsk, Ryssland, är en rysk skidskytt. Hon deltog för första gången i en skidskyttetävling vid 24 års ålder.
Isjmuratova är militär och bosatt i Novosibirsk, Ryssland. 

## Världscupen
Isjmuratova har vid två tillfällen vunnit en tävling i världscupen. Båda tävlingarna var under säsongen 2005/2006 och båda gångerna i distanstävlingen. Hennes bästa placering i den totala världscupen är en sjätteplacering som hon uppnådde både åren 2005/2006 och 1998/1999.

## Mästerskap
Isjmuratova har deltagit vid två olympiska spel (2002 och 2006). Den allra största meriten är från Turin då hon vann guldet i distansloppet. Dessutom var hon med i det lag som vann olympiskt guld i stafett. 
I världsmästerskapen har Isjmuratova inte lyckats vinna något individuellt guld. Däremot har hon fyra guld som en del av ryska stafettlag. Individuellt är hennes bästa placering en silvermedalj från VM 2003 i masstart. 

## Meriter
- OS 2002 : Stafett – brons
- OS 2006:
  - 15 km – guld
  - Stafett – guld
- VM 2001: Stafett – guld
- VM 2003:
  - Stafett – guld
  - Masstart – silver
  - Jaktstart – brons
- VM 2004 : Stafett – silver
- VM 2005 . 
  - Stafett – guld
  - Mixed stafett - guld
- Världscuptävlingar: 24 pallplatser varav två segrar i distanstävlingen.